# Jaime Casas
Jaime Casas (n. Tamarite de Litera, Huesca, 30 de noviembre de 1902 - Barbastro, Huesca, 1968) fue un jugador de ajedrez español.

## Resultados destacados en competición
Desarrolló toda su carrera ajedrecista en Barcelona, alcanzando una vez el subcampeonato de Cataluña de ajedrez, en el año 1931, por detrás del jugador Placido Soler.
Ganó en Torneo Nacional de Valencia del año 1932, que le dio el derecho a retar al campeón Ramón Rey Ardid. Perdió el encuentro resultando subcampeón de España, en el año 1933.